# Archidiocèse d'Ende
L'archidiocèse d'Ende (en latin : Archidioecesis Endehena) est une Église particulière de l'Église catholique en Indonésie, dont le siège est à Ende, capitale des Nusa Tenggara oriental ou Petites îles de la Sonde orientales.

## Histoire
La Préfecture apostolique des îles de la Petite Sonde (Isole della Piccola Sonda) est érigée le 16 septembre 1913 par détachement du vicariat apostolique de Batavia. Elle couvre alors l'ensemble des petites iles de la Sonde. Le 12 mars 1922, elle est transformée en vicariat apostolique. Après l'indépendance de l'Indonésie le vicariat prend le nom de vicariat apostolique d'Endeh le 8 mars 1951. Au cours de cette période son territoire est, à plusieurs reprises, découpé pour créer des vicariats et préfecture apostoliques.
Le 3 janvier 1961, lorsque sont réorganisées les juridictions catholiques en Indonésie, le vicariat d'Endeh est transformé en archidiocèse métropolitain avec pour suffragants les diocèses de Denpasar, Larantuka, et Ruteng. S'ajoute à cette liste en 2005 le nouveau diocèse de Maumere. Le nom actuel de l'archidiocèse est adopté 14 mai 1974 avec la correction de la graphie d'Ende.
Jusqu'en 1996, les ordinaires d'Ende étaient tous issus de la Société du Verbe-Divin (S.V.D.).
Le siège de l'archidiocèse est la cathédrale du Christ-Roi d'Ende.

## Organisation
Les catholiques représentent plus de 90 % de la population totale de l'archidiocèse qui compte une cinquantaine de paroisses.

## Préfets, vicaires apostolique et archevêques

### Préfet apostolique
- Pietro Noyen, S.V.D. (1913 -1921)

### Vicaires apostoliques
- Arnoldo Verstraelen, S.V.D.(1922-1932)
- Heinrich Leven, S.V.D. (1933-1950)
- Antoine Hubert Thijssen, S.V.D. (1951-1961)

### Archevêques
- Gabriel Wilhelmus Manek (de), S.V.D. (1961-1968)
- Donatus Djagom, S.V.D. (1968-1996)
- Longinus da Cunha, (1996-2006)
- Vincentius Sensi Potokota, (2007-2023)
- Paul Boedhie Kleden (en), S.V.D. (depuis 2024)

## Source
- Catholic-Hierarchy